# David Arquette

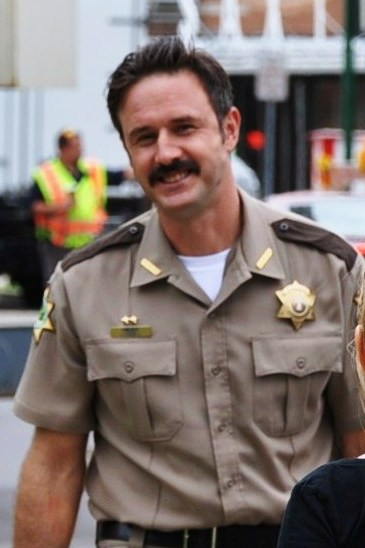
David Arquette i rollen som Dewey Riley under inspelningen av Scream 4, 2010.

David Arquette, född 8 september 1971 i Bentonville i Warren County, Virginia, är en amerikansk skådespelare. Han är bland annat känd för sin roll som polisen Dewey i Wes Cravens Scream-filmer.

## Biografi
Han är son till skådespelaren Lewis Arquette och bror till Rosanna, Richmond, Patricia och Alexis Arquette. 
Den 12 juni 1999 gifte han sig med Vänner-stjärnan Courteney Cox i en episkopalisk ceremoni vid Grace Cathedral i San Francisco, Kalifornien. Separation deklarerades i oktober 2010. Både Arquette och Cox hade meningen "A deal is a deal" ingraverat i sina vigselringar. Tillsammans har de dottern Coco Riley Arquette som föddes den 13 juni 2004. 

## Filmografi, i urval
- 1992 – Buffy vampyrdödaren
- 1994 – Airheads
- 1996 – Scream
- 1997 – Scream 2
- 1999 – Never Been Kissed
- 2000 – Scream 3
- 2000 – Ready To Rumble
- 2001 – Spot – En hund på rymmen
- 2001 – 3000 Miles to Graceland
- 2001 – Grey Zone
- 2002 – Eight Legged Freaks
- 2004 – Never Die Alone
- 2008–2009 – Pushing Daisies (TV-serie)
- 2011 – Scream 4
- 2022 – Scream
- 2024 – The Unholy Trinity
- 2026 – Scream 7